# Shirley Bonne
Shirley Mae Bonne (Los Angeles, 22 maggio 1934) è un'attrice statunitense, attiva dal 1955 al 1970.

## Filmografia parziale

### Cinema
- Sono un agente FBI (The FBI Story), regia di Mervyn LeRoy (1959) - non accreditata
- Letti separati (The Wheeler Dealers), regia di Arthur Hiller (1963) - non accreditata
- Castelli di sabbia (The Sandpiper), regia di Vincente Minnelli (1965) - non accreditata

### Televisione
- The People's Choice – serie TV, 1 episodio (1955)
- The Bob Cummings Show – serie TV, 3 episodi (1955-1958)
- My Sister Eileen – serie TV, 26 episodi (1960-1961)
- Mr. Novak – serie TV, episodio 1x18 (1964)
- Star Trek – serie TV, episodio 1x15 (1966)
- Bonanza – serie TV, 1 episodio (1967)
- Quella strana ragazza (That Girl) – serie TV, 2 episodi (1965, 1967)
- Mannix – serie TV, 1 episodio (1968)
- Stranieri nella notte (The Pigeon) – film TV (1969)
- 'It's Alive!' – film TV (1969)
- Medical Center – serie TV, 1 episodio (1969)
- Strega per amore (I Dream of Jeannie) – serie TV, 2 episodi (1967-1970)